# Nuevo Chamelecón
Nuevo Chamelecón är en ort i Honduras.   Den ligger i departementet Departamento de Cortés, i den västra delen av landet, 170 km nordväst om huvudstaden Tegucigalpa. Nuevo Chamelecón ligger 361 meter över havet och antalet invånare är 2 098.
Terrängen runt Nuevo Chamelecón är huvudsakligen kuperad, men åt nordost är den platt. Runt Nuevo Chamelecón är det tätbefolkat, med 257 invånare per kvadratkilometer. Närmaste större samhälle är San Pedro Sula, 13,4 km norr om Nuevo Chamelecón. Omgivningarna runt Nuevo Chamelecón är en mosaik av jordbruksmark och naturlig växtlighet.